# Kate Walsh
Kate Walsh, właśc. Kathleen Erin Walsh (ur. 13 października 1967 w San Jose) – amerykańska aktorka oraz bizneswoman.  Znana z roli dr Addison Montgomery w serialach Prywatna praktyka oraz Chirurdzy. Wystąpiła również w serialach, takich jak Trzynaście powodów, The Umbrella Academy czy Bad Judge.

## Życiorys
Zadebiutowała w dramacie kryminalnym Normal Life jako siostra bandyty napadającego na banki granego przez Luke’a Perry’ego. W filmie Peppermills zagrała kleptomankę. Wystąpiła również w znanym filmie Henry: Portrait of a Serial Killer, Part 2. Pierwszą ważną rolę w hollywoodzkiej produkcji otrzymała w komedii rodzinnej Kicking & Screaming (z Robertem Duvallem oraz Mikiem Ditką) jako żona Willa Ferrella. Wystąpiła także w kilku innych filmach z Ferrellem w tym Czarownica oraz Wake Up, Ron Burgundy: The Lost Movie.
W 2003 pojawiła się w filmie Pod słońcem Toskanii z Diane Lane oraz Sandrą Oh. Zagrała dziewczynę postaci granej przez Sandre Oh (Walsh obecnie występuje z Oh w Chirurgach.
W odniesieniu do różnych lesbijskich ról, stwierdziła: „Zastanawiam się czy ja wysyłam jakąś aurę dla dziewczyn? A może dlatego, że jestem wysoka? Przypuszczam, że laski mnie po prostu lubią!” (oryginalnie „Do I give off a girl-on-girl vibe, I wonder? Or is it because I’m tall? I guess the chicks just dig me!”).
Miała wystąpić z Johnem Cusackiem oraz Samuelem L. Jacksonem w thrillerze 1408, ale musiała zrezygnować z powodu braku czasu.

## Życie prywatne
Walsh wzięła ślub z Alexem Youngiem, wiceprezesem produkcji w wytwórni 20th Century Fox. 11 grudnia Alex Young ogłosił, że złożył dokumenty rozwodowe, było to po 15 miesiącach małżeństwa. 5 lutego 2010 roku orzeczono rozwód.

## Nagrody
- Nagroda Gildii Aktorów Filmowych: Najlepsza rola drugoplanowa w serialu medycznym Grey’s Anatomy (2007)
- Najlepsza aktorka 2002 – krótki film (Model Trapper) – New York International Independent Film & Video Festival
- Miejsce 52 na liście Najgorętsze dziewczyny 2007 według Maxima[4]

## Filmografia
- Normal Life (1996)
- Peppermills (1997)
- Night of the Lawyers (1997)
- Heaven (1998)
- Three Below Zero (1998)
- Henry: Portrait of a Serial Killer, Part 2 (1998)
- The Family Man (2000)
- Anatomy of a Breakup (2002)
- Pod słońcem Toskanii (2003)
- Wake Up, Ron Burgundy: The Lost Movie (2004)
- Po zachodzie słońca (2004)
- Czarownica (2005)
- Tygrysy murawy (2005)
- Veritas, Prince of Truth (2005)
- Inside Out (2005)
- Chirurdzy (2005–2012)
- Prywatna praktyka (2007–2013)
- One Way to Valhalla (2009)
- Legion (2010)
- Straszny film 5 (2013)
- Bad Judge (2014)
- Trzynaście powodów (2017–2018)
- The Umbrella Academy (2019–2020)
- Emily in Paris (2020)
- Uczciwy złodziej (2020)